# Дворянський земельний банк
Державний дворянський земельний банк — банк іпотечного кредиту, що працював у 1885 —1917 роках у Російській імперії.

## Історія
Державний дворянський земельний банк був заснований у 1885 році для підтримки землеволодіння спадкових дворян. Розташовувався в Санкт-Петербурзі за адресою: Адміралтейська набережна, будинок 14.
Діяльність банку поширювалася на європейську частину Російської імперії, за винятком Великого князівства Фінляндського, Царства Польського, Балтійських губерній та Закавказзя. Позики видавалися поміщикам під заставу їхніх земельних володінь у розмірі 60-75 % від вартості землі (включно із заборгованістю). Максимальний термін погашення позики, який спочатку становив 48 років 4 місяці, пізніше був збільшений до 51 року, а потім до 66 років 6 місяців. Відсоток, що сплачувався за позикою, у 1880-х роках становив 5 % — 6 %, а до 1897 року був знижений до 3,5 %. У разі прострочення платежів стягувалася пеня в розмірі 0,5 відсотка в перші два місяці та 1 відсоток надалі. За тривалу несплату недоїмок, відповідно до положення від 26.6.1889 р., маєток міг бути призначений на торги, але на практиці це не застосовувалося.
У 1890 році діяльність банку була поширена на Закавказзя, у 1894 році — на західні губернії імперії.
У зв’язку з голодом 1891—1892 рр. власникам маєтків, які опинилися в зоні лиха, були надані додаткові пільги: розстрочка недоїмок на 6-10 років з оплатою 3 відсотків річних.
Банк скасовано декретом Ради народних комісарів РРФСР від 25 листопада (8 грудня) 1917 року.